# Mojmir
Mojmir je moško osebno ime.

## Izvor imena
Ime Mojmir je zloženka iz besed mój in mír. Z izpustom glasu j je iz imena Mojmir nastalo ime Momir, iz tega pa ženski obliki Momira in Momirka. Imeni Momir in Mojmir sta značilni zlasti za hrvaško in srbsko jezikovno področje   

## Različice imena
- moške različice imena: Moslav, Moma, Mome, Momir, Momko, Momo
- ženske različice imena: Mojka, Mojmira, Momira, Momirka

## Pogostost imena
Po podatkih Statističnega urada Republike Slovenije je bilo na dan 31. decembra 2007 v Sloveniji število moških oseb z imenom Mojmir: 121.

## Osebni praznik
V koledarju bi ime Mojmir lahko uvrstili k imenu Pacifik, ki goduje 10. julija ali pa 24. septembra.